# Abadía de Cerisy-la-Forêt

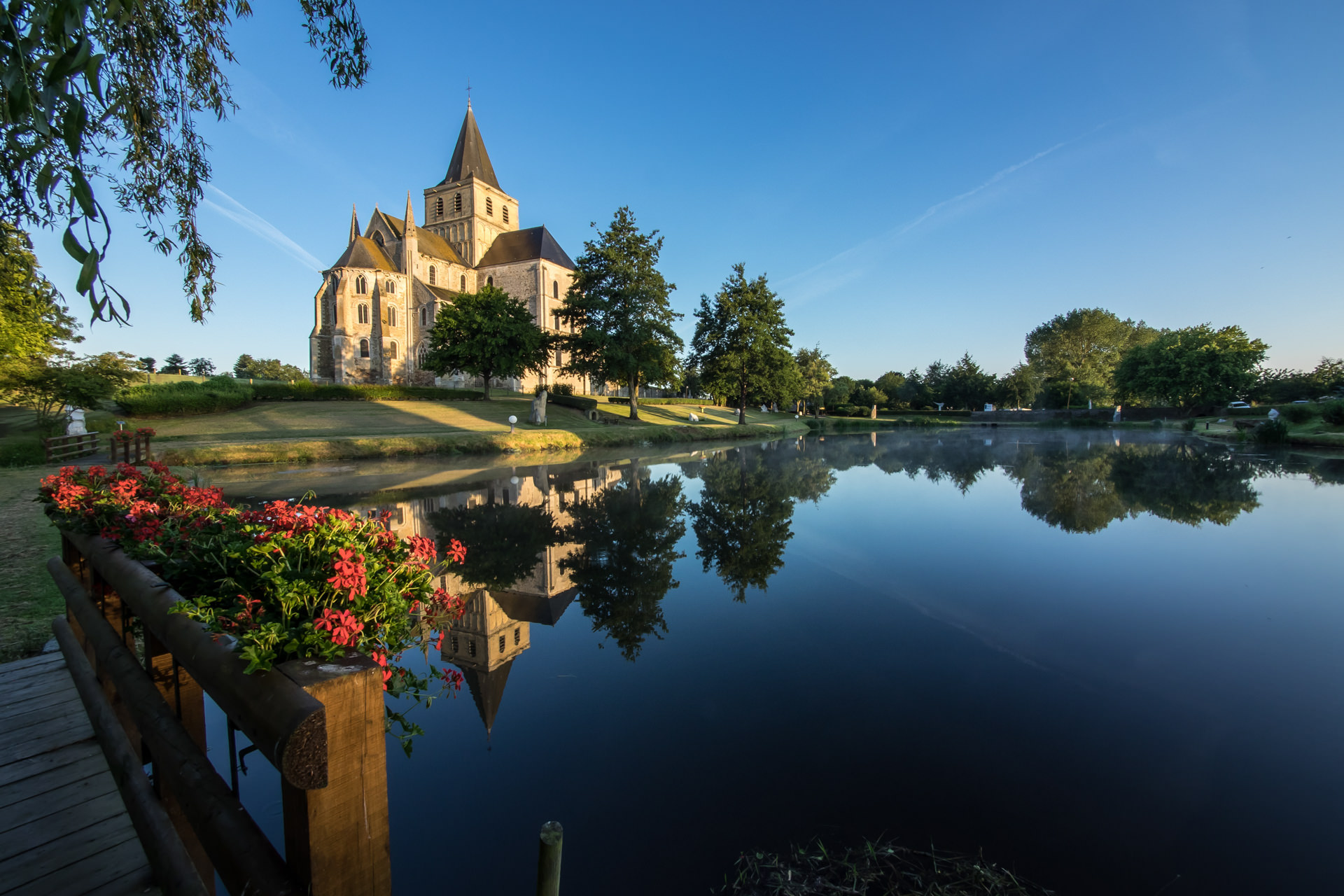
La abadía de Cerisy (junio de 2014)

La abadía [de] Saint-Vigor de Cerisy (en francés: abbaye Saint-Vigor de Cerisy), más conocida como la abadía de Cerisy (abbaye de Cerisy), fue una antigua abadía benedictina francesa, una de las abadías más antiguas e importantes de Normandía. Ubicada en Cerisy-la-Forêt (cerca de Saint-Lô, en el departamento de Mancha), estaba regida por la regla benedictina. Llevaba el título de «abbaye royale» (bajo la protección del rey de Francia).
Fue fundada en 1032 por el duque de Normandía Robert el Magnífico. Se benefició de considerables donaciones y favores. La abadía se convirtió en un importante centro económico e intelectual, albergando varias veces a varios reyes de Francia y contó con destacados intelectuales entre sus miembros. También tenía una gran cantidad de dependencias en forma de graneros monásticos, que ayudaban a asegurarle unos ingresos muy importantes. Después de un período de decadencia al final de la Edad Media, la abadía experimentó un período de renacimiento artístico con la Congregación de San Mauro en 1716. En el siglo XVIII, se construyeron nuevos edificios agrícolas. Los monjes se fueron durante la Revolución Francesa y en 1790 la abacial se convirtió en la iglesia parroquial única del pueblo de Cerisy-la-Forêt. Después de su venta como bien nacional durante la Revolución, la mayoría de los edificios monásticos se liquidaron a un artificierof que los derribó y luego vendió las piedras para la construcción de carreteras y casas; las tierras también se vendieron. Posteriormente, lo que quedó de los edificios del convento (incluida la capilla Saint-Gerbold) se venderá a la granja de la abadía, lo que permitirá su salvaguarda.
La iglesia abacial fue objeto de una clasificación en el título de los monumentos históricos por la lista de 1840, mientras que el resto de la abadía se clasificó en 1938

## Situación
La abadía se encuentra en la región histórica del Bessin, desde sus orígenes en el antiguo dominio ducal y después en el dominio real, a unos 40 km al oeste de Caen, a 14 km al noreste de Saint-Lô y a 18 km al oeste de Bayeux. Su finca estaba ubicada en el territorio de la antigua diócesis de Bayeux.
La abadía se encuentra en el borde del bosque de Cerisy, administrado por la Office national des forêts; está particularmente ubicada en el valle del Esque, un afluente del río Aure en la cuenca del Vire, en medio de estanques acondicionados por los monjes para drenar los viejos pantanos del valle.

## Historia

### Fundación

Armas de la abadía de Cerisy-la-Forêt
d'argent, à un cerisier (arraché) de sinople, fruité de gueules

Las huellas más antiguas de la historia de la abadía de Cerisy-la-Forêt se remontan al siglo VI, mientras la Galia romana estaba siendo cristianizada. San Vigor, uno de los primeros evangelizadores del Bessin, recibió del rico señor Volusien la tierra de Cerisy (Cerisiacum) con veinticinco pueblos alrededor, para agradecerle por haber librado a la región de una «serpent horrible qui mettait à mort les hommes et les animaux» (serpiente horrible que mataba a hombres y animales, probablemente una imagen para significar los ídolos galo). Alrededor de 510, construyó, probablemente en el lugar de un altar druídico, un monasterio o ermita dedicada a los santos Pedro y Pablo. Al mismo tiempo, nacen otros monasterios vinculados a los obispados de Bayeux (Reviers, Mont-Chrismat, Deux-Jumeaux, Évrecy, Livry) y de Coutances (Le Ham, Saint-Fromond, Saint-Marcouf), testimoniando la rápida conversión de «païens» a la religión cristiana.
En el siglo IX, Neustria fue invadida por los vikingos, que darán su nombre a la región (Normandía proviene de «normandos» que significa 'hombres del norte'). En 891, saquearon Bayeux, defendida por el conde Berengario II de Neustria. Las incursiones en las tierras de Cerisy probablemente datan del mismo año, con la destrucción completa del monasterio erigido por Vigor. En dos siglos, los vikingos se convirtieron al cristianismo y se volvieron la punta de lanza de una cristiandad agresiva y expansionista. Rollon, su líder, obtuvo del rey Carlos III el Simple los países del Basse-Seine por el tratado de Saint-Clair-sur-Epte en 911, y las del Bessin en 924.
El 12 de noviembre de 1032, el duque Roberto, en presencia de Hugo de Ivry, obispo de Bayeux, promulgó la carta de fundación de un nuevo monasterio, la abadía de hombres de Cerisy, dedicada a Vigor. Pero los archivos diocesanos cuentan sobre un abad en el cargo desde 1030. Así que ya había un monasterio en ese momento (al menos una iglesia). La fundación de Robert tuvo que hacerse con, o a partir de un conjunto existente. Robert dona diferentes bienes y bosques, dota de privilegios en 1032 y hace depositar allí en 1034 las reliquias legadas por el patriarca de Jerusalén.
Entre 1040 y 1070, los monjes benedictinos desbrozan alrededor del sitio el bosque de Cerisy que les proporciona la madera y la carpintería necesarios para la construcción deseada por el hijo de Robert, Guillermo de Normandía (luego el Conquistador, rey de Inglaterra), una gran abacial como la iglesia Saint-Étienne de Caen, construida sobre una planta benedictina tradicional de la Normandía ducal, en una arquitectura románica en piedra de Caen. Según Philippe Gavet, los trabajos comenzaron con la construcción del ábside de tres niveles de arcos entre 1068 y 1072, formando la cabecera. Convertido en rey de Inglaterra, Guillermo exportará este arte arquitectónico románico normando, que algunos describen como anglo-normando. Los convoyes de piedra de Caen serán transportados allí. En 1048, Guillermo donó a la abadía un hueso del brazo derecho de san Vigor. Pero probablemente no era la abadía como hoy se conoce. Se supone que las obras de construcción de los siete tramos de la nave se llevaron a cabo durante las últimas dos décadas del siglo XI; en cuanto al ábside, el diseño de sus cimientos dataría de 1089. Guillermo hará muchas otras donaciones a la abadía y la vinculará a la jurisdicción de Roma. La construcción de la iglesia románica tal como está hoy no se llevó a cabo en la época de Roberto el Magnífico, sino en la de Guillermo, y se completaría después de su muerte. Por lo tanto, es en parte contemporánea de la abadía de los Hombres fundada por este último en Caen.

### A partir delsigloXII

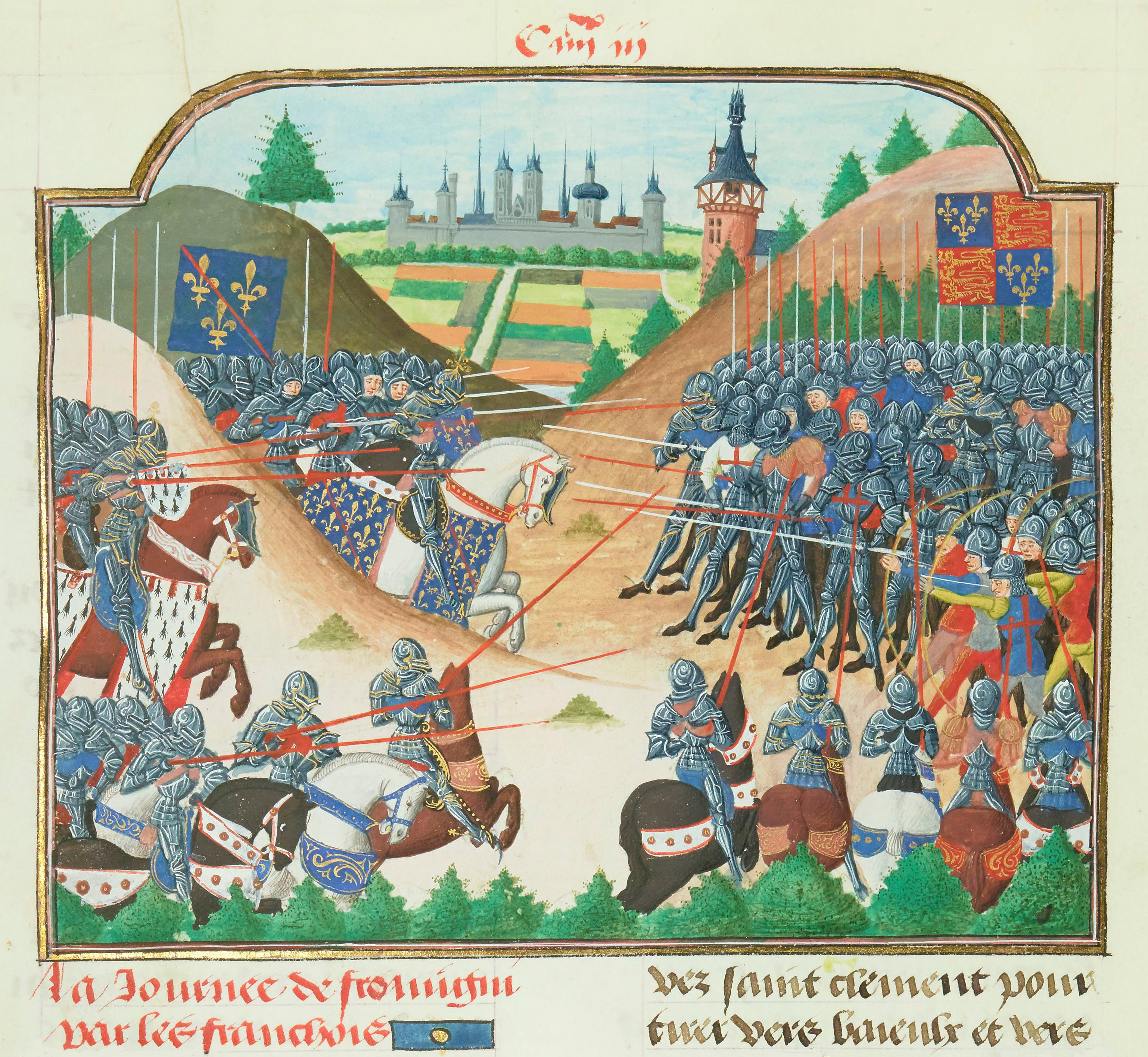
La batalla de Formigny (1450).

En el siglo XII, Cerisy extendió sus poderes a las antiguas abadías merovingias de Deux-Jumeaux y Saint-Fromond y fundó prioratos en Saint-Marcouf, Barnavast y Vauville. En esa época, una devoción común a la causa de la Iglesia romana unió a los normandos de Inglaterra, de Francia, del sur de Italia y de Grecia. En todas partes, su eficiencia militar se afirmaba, así como su talento para la construcción. La arquitectura religiosa conoció su período más brillante. En 1178, el papa Alejandro III confirmó con una bula particular, los privilegios de la abadía de Cerisy, que alcanzó el apogeo de su gloria a finales del siglo XII.
Cerisy era un burgo importante en esa época. La abadía tendrá hasta cuarenta y ocho parroquias y ocho prioratos, incluidos dos en Inglaterra (Sherborne y Peterborough). Aunque dependía de la Santa Sede, Cerisy mantenía estrechas relaciones con los monasterios de Mont-Saint-Michel, de Saint-Ouen, de Jumièges, de Bec-Hellouin, de Fécamp y, por supuesto, de Caen.
En 1337, las rivalidades dinásticas entre los Valois y los reyes de Inglaterra Plantagenêts precipitarán al país en la Guerra de los Cien Años que sumirá al país en la miseria, agravada aún más por las epidemias de peste. La abadía fue fortificada y en ella se instaló una guarnición. En 1418, Richard de Silly, caballero y capitán de la abadía, se vio obligado a ceder la abadía al rey de Inglaterra. Después de la victoria en 1450 del condestable de Richemont sobre los ingleses en Formigny, Normandía regresó definitivamente al reino de Francia.
Siguiendo el concordato de Bolonia de 1516, la abadía fue puesta en régimen de encomienda. Al igual que todas las abadías del reino, eso significaba que el abad ya no era nombrado por la comunidad de monjes, podía ser un laico y obtener los beneficios de los ingresos de la abadía mientras se confiaba el poder espiritual a un prior. Su administración a veces se confió a una persona designada fuera de la comunidad. Ese fue el final de su independencia. La abadía declinó hasta la muerte del último abad comendatario, Paul d'Albert de Luynes, arzobispo de Sens, en 1788.

### Época contemporánea

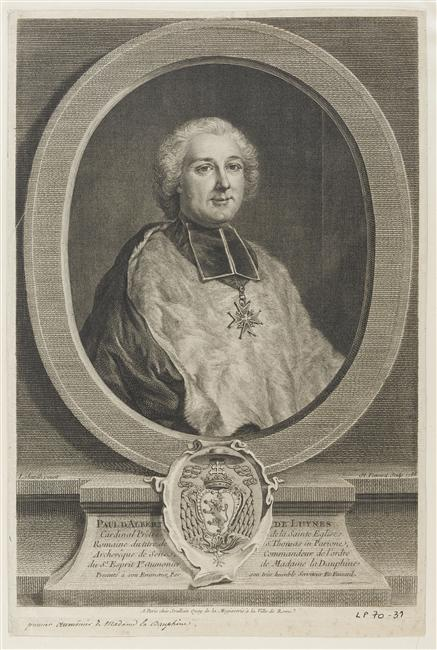
Paul de Albert de Luynes, último abad comendatario de la abadía

La abadía, que siguió siendo la más rica del Cotentin, cayó en el derecho de regalía —el conjunto de derechos que el rey de Francia tenía sobre las diócesis católicas que temporalmente no tenían un obispo titular— antes de que los últimos seis monjes y su prior la abandonaran, acosados como en otros lugares por la Revolución.
La iglesia y los edificios conventuales se convirtieron en bienes nacionales. Cuatro años después, la mayoría de los edificios monásticos se vendieron a un artificiero que los demolió y luego vendió las piedras para la construcción de carreteras y de casas. Las tierras también se vendieron. Posteriormente, lo que quedaba de los edificios del convento (incluida la capilla Saint-Gerbold) se venderá a la granja de la abadía, lo que permitirá su salvaguarda. En 1811, probablemente juzgando que la iglesia era demasiado grande y sobre todo demasiado pesada de mantener (un rayo acababa de caer sobre la torre causando daños significativos), y a pesar de la oposición formal del sacerdote, el consejo de fábrica (grupo de clérigos o laicos a cargo de la administración financiera de una iglesia), decidió abatir los primeros cuatro tramos románicos y el tramo gótico agregado en el siglo XIII, que ya había sido sacudido por un terremoto en 1775, así como el porche gótico. Los materiales fueron vendidos para pagar las reparaciones necesarias en la parte restante.
Ubicada en la diócesis de Bayeux desde su fundación, la abadía quedó ligada a la diócesis de Coutances con la creación del departamento de Mancha, y la iglesia se convirtió en parroquial. Desde el siglo XVIII, la abadía fue dividida por una partición que permitía a los feligreses y monjes celebrar la misa sin cruzarse. En 1811, los primeros cinco tramos, anteriormente reservados para los feligreses, fueron demolidos al igual que la fachada gótica con tres portales que databan del siglo XIII, dejando como una nueva fachada, la partición ciega. La iglesia fue clasificada en la primera lista de monumentos históricos franceses en 1840, y se llevaron a cabo restauraciones a partir de 1880. El resto de la abadía fue clasificado en la lista el 17 de octubre de 1938. En 1964, se emprendieron nuevos trabajos de restauración.

## Economía

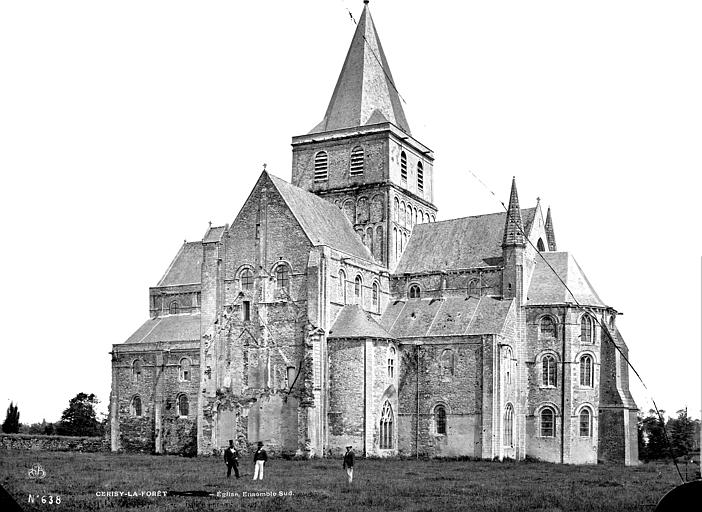
En esta foto, se adivina la ubicación del refectorio que rodeaba el claustro

La riqueza de la abadía de Cerisy dependía de la vitalidad económica de su red de dependencias, que le permitía beneficiarse de las numerosas propiedades puestas en affermage (aparcería) y de las que la abadía obtenía los ingresos en especie o en dinero, ya sea el censo o el diezmo pagado en proporción al tamaño de la propiedad y al volumen de producción. Uno de los monjes se encargaba de la gestión financiera de la comunidad: el «procureur-syndic». Tenía que reflejar mensualmente en un registro las cuentas (gastos y recibos llamados «mises», "participaciones"). La pujanza de la tierra de la abadía se registra en terriers (libros de tierra) o gatos de censos. Los nombres de los aparceros se enumeran para cada lugar dependiente de la abadía, con el montante que debían pagar anualmente al propietario.
La abadía era la más rica de la actual diócesis de Coutances. Se recoge a continuación la proporción de los ingresos de las abadías principales de Mancha: suponiendo que Cerisy valiera 100, los ingresos de Mont-Saint-Michel eran de 60, los de Savigny de 52, los de Montebourg de 48, los de Lessay de 36, los de Saint-Sauveur de 28, los de Cherbourg y de Saint-Lô de 24 y el de d'Hambye de 18.

## Arquitectura

### Iglesia

Planta de la abacial Saint-Vigor de Cerisy con los diferentes periodos de construcción y de restauración (a partir de una planta de Paul de Farcy, 1888)

El edificio es predominantemente de estilo románico, pero algunas partes remodeladas presentan un estilo gótico.
El conjunto de edificaciones se reducen hoy a la iglesia de la abadía, la capilla de Saint-Gerbold y algunos edificios agrícolas. Es un conjunto heterogéneo de estilo románico del final del segundo cuarto o comienzo del tercer cuarto del siglo XI y estilo gótico del siglo XIII, que muestra cómo construían los normandos

#### El ábside

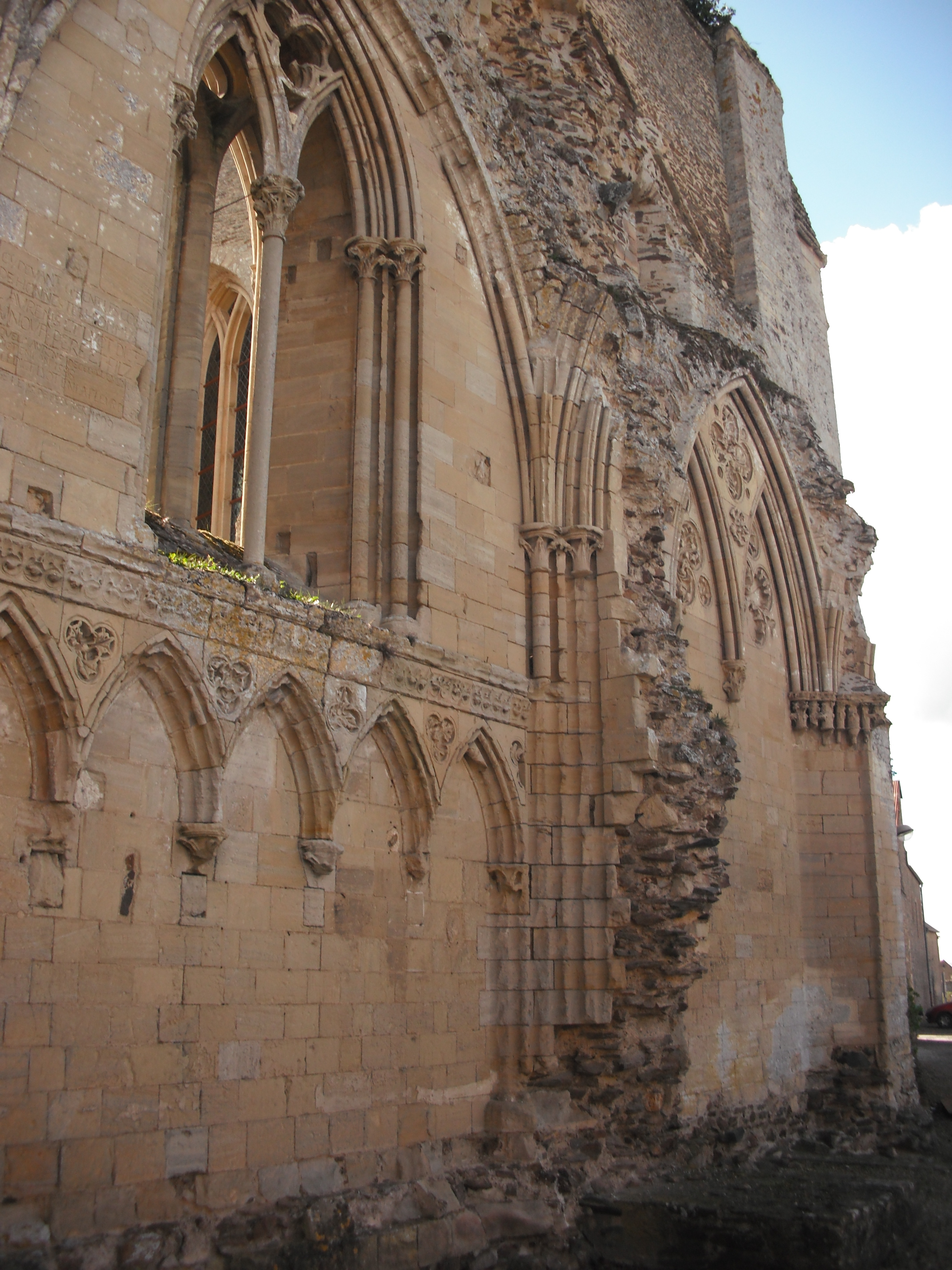
Antiguo muro de la abadía (parte destruida).

El edificio es principalmente románico, pero algunas partes renovadas son de estilo gótico. Hoy, todos los edificios se reducen a la iglesia de la abadía, la capilla de Saint Gerbold y algunos edificios agrícolas. Es un conjunto heterogéneo de estilo románico de finales del segundo cuarto o principios del tercer cuarto del siglo XI y del estilo gótico del siglo XIII que atestigua la forma de construir normandos.
Tiene tres pisos de ventanas, este diseño es único en el mundo en el arte románico. El ábside fue reforzado en el siglo XIV por amplios contrafuertes tras el colapso de su bóveda. A cada lado de la cubierta del ábside hay un piñón y campanarios del siglo XIV. La línea de cresta que curiosamente sale de un vano obstruido en el piñón superior del coro probablemente indica que habría habido acondicionamientos. Las partes superiores conservan sus huecos originales y una serie de gárgolas y modillones románicos.

#### El coro

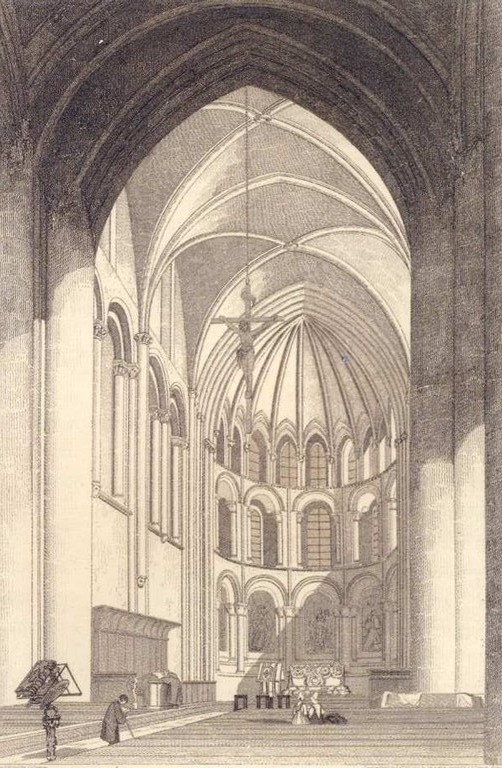
En este grabado se ve la antigua bóveda de ójivas del coro

Sin deambulatorio, el coro tiene dos tramos rectos que terminan en un ábside profundo. La nave central comunica a través de las puertas con las dos naves laterales abovedadas en arista que se terminan en cortos absidiolos que forman una cabecera plana en el exterior. En el siglo XIV había una bóveda de ojivas en piedra, pero se eliminó en la década de 1960 para restaurar el aspecto románico original. Fue reemplazado por un plafond plano de carpintería más tradicional. El coro tiene cuarenta asientos góticos hechos en 1400, son los más antiguos de Normandía.

#### La nave
Se construyeron siete tramos en bóveda de cañón entre 1035 y 1087, pero los primeros cinco se demolieron en el siglo XVIII. El alzado de la nave tiene tres niveles: el primer nivel tiene grandes arcadas que descansan sobre pilas cruciformes, el segundo nivel tiene tribunas que se abren sobre la nave con vanos gemelos y el tercer nivel de ventanas altas con una galería de circulación en el espesor del muro.

Vistas interiores
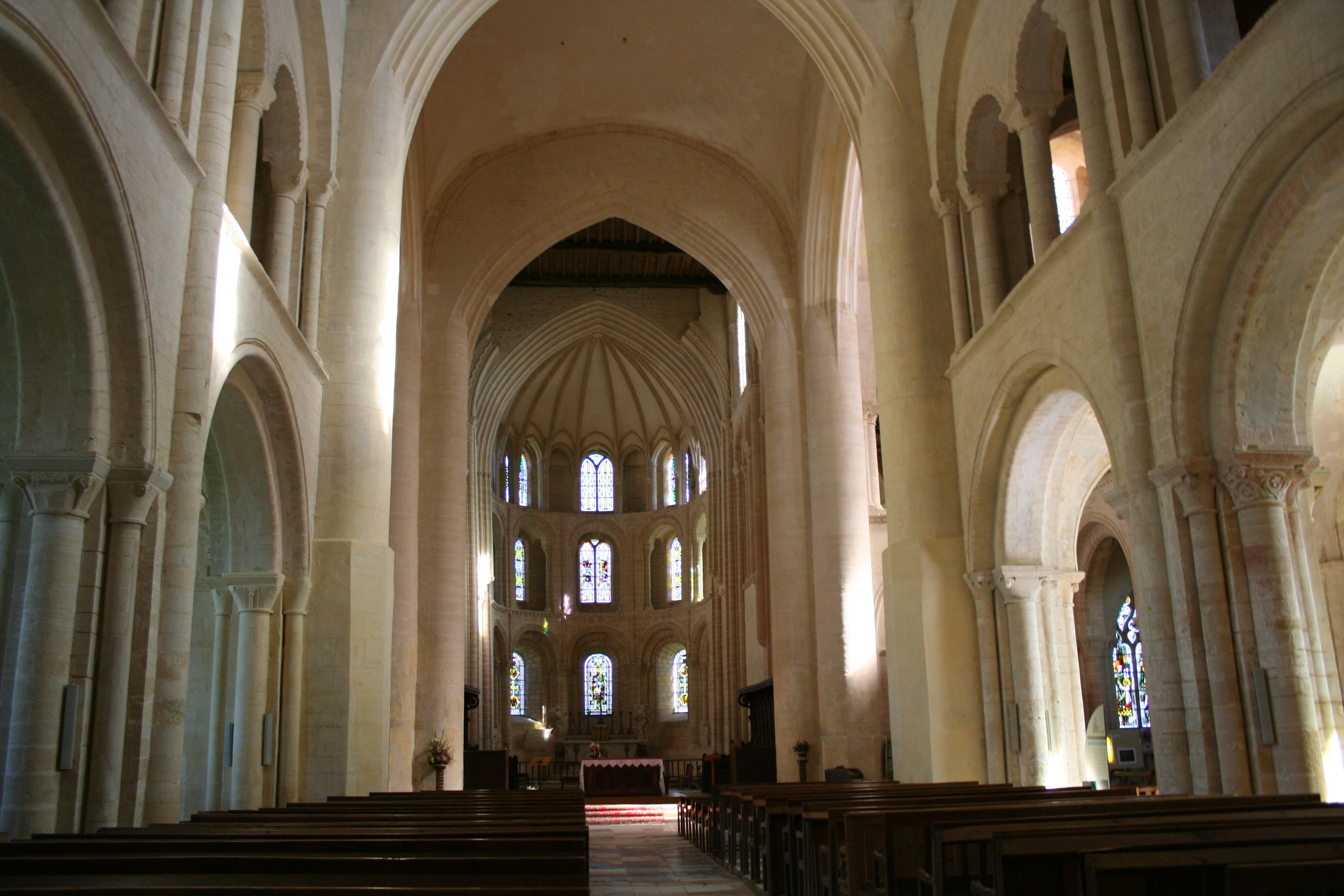
Interior de la nave
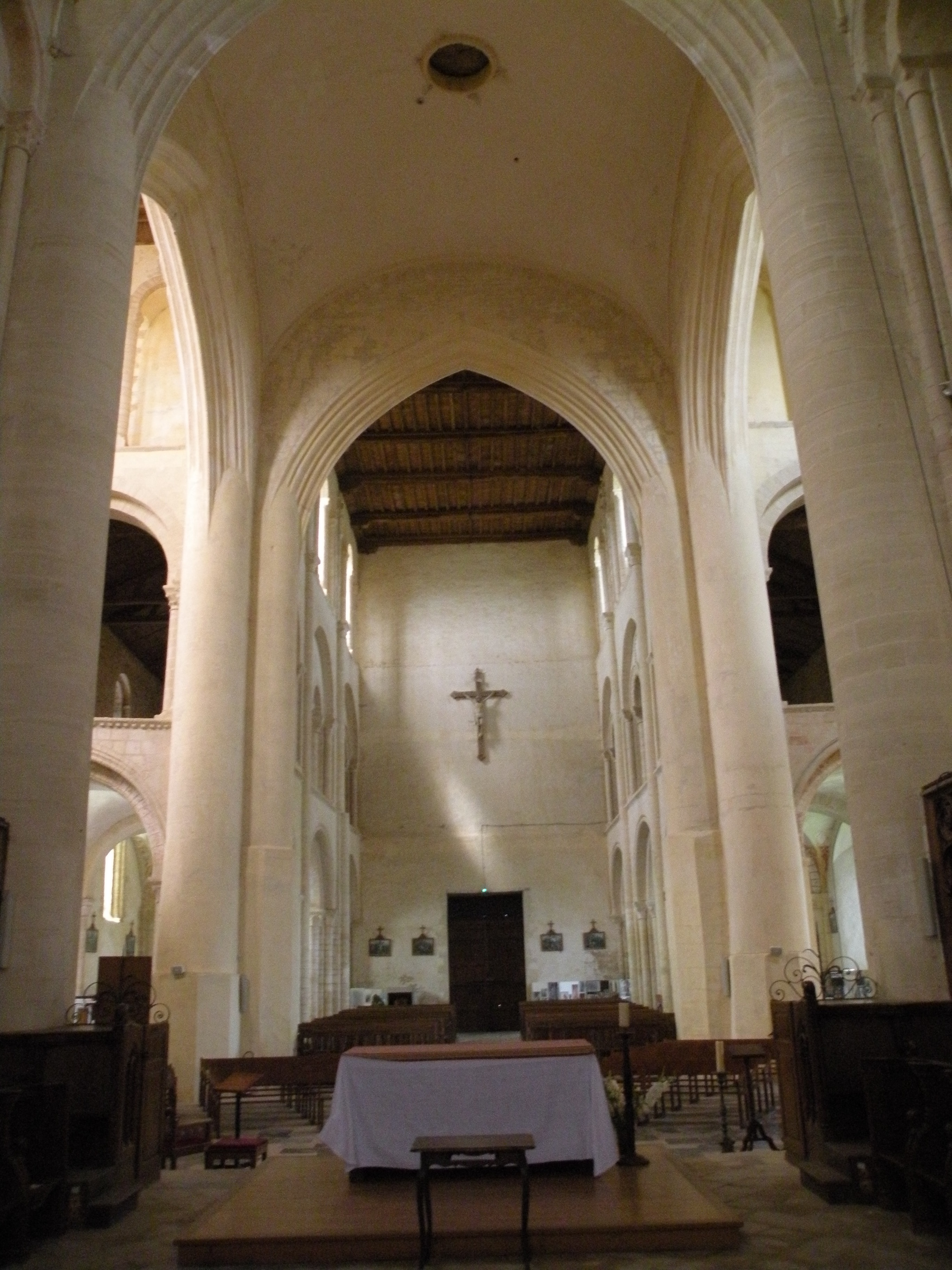
La nave, mirando a la entrada
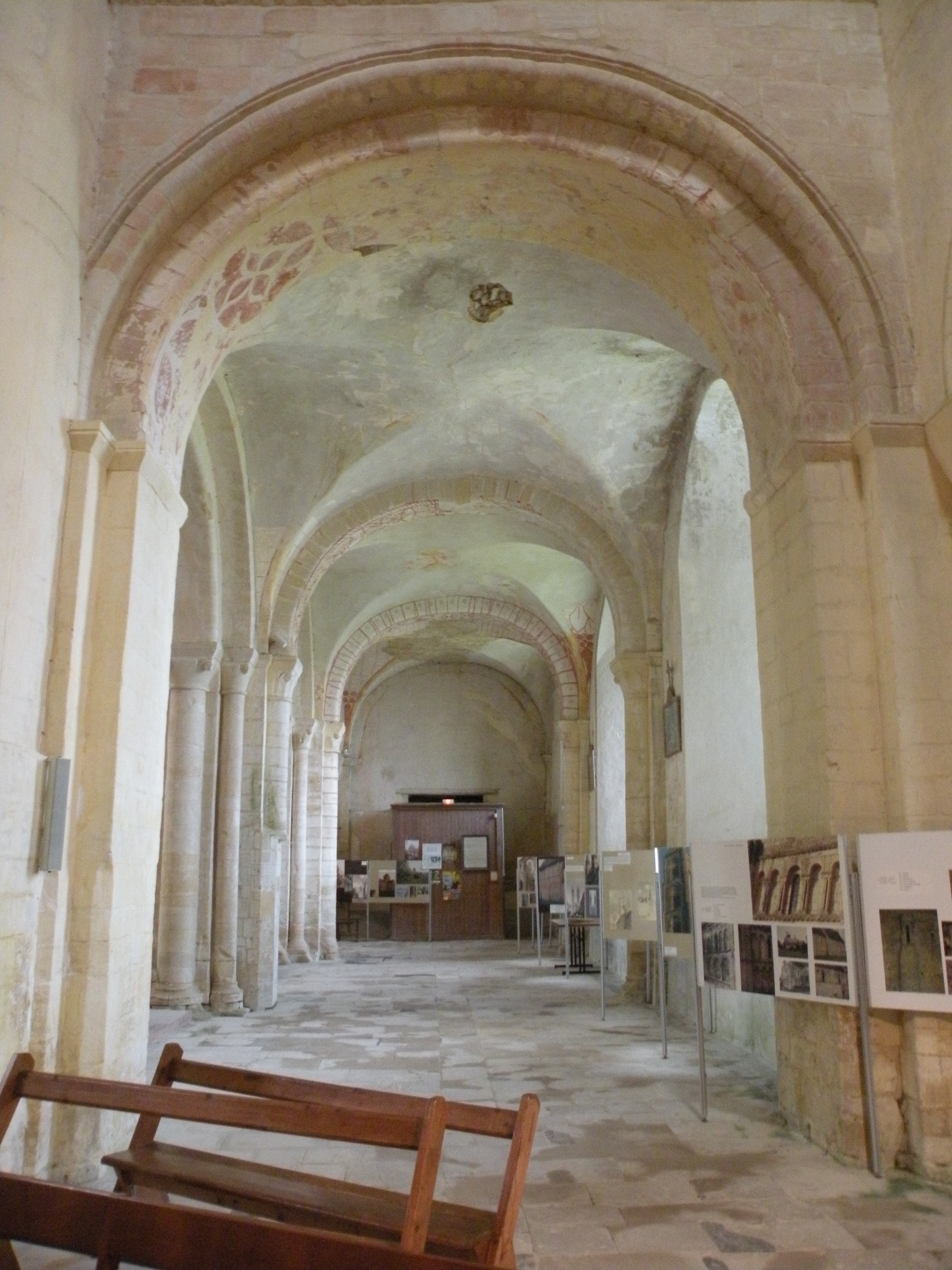
Interior
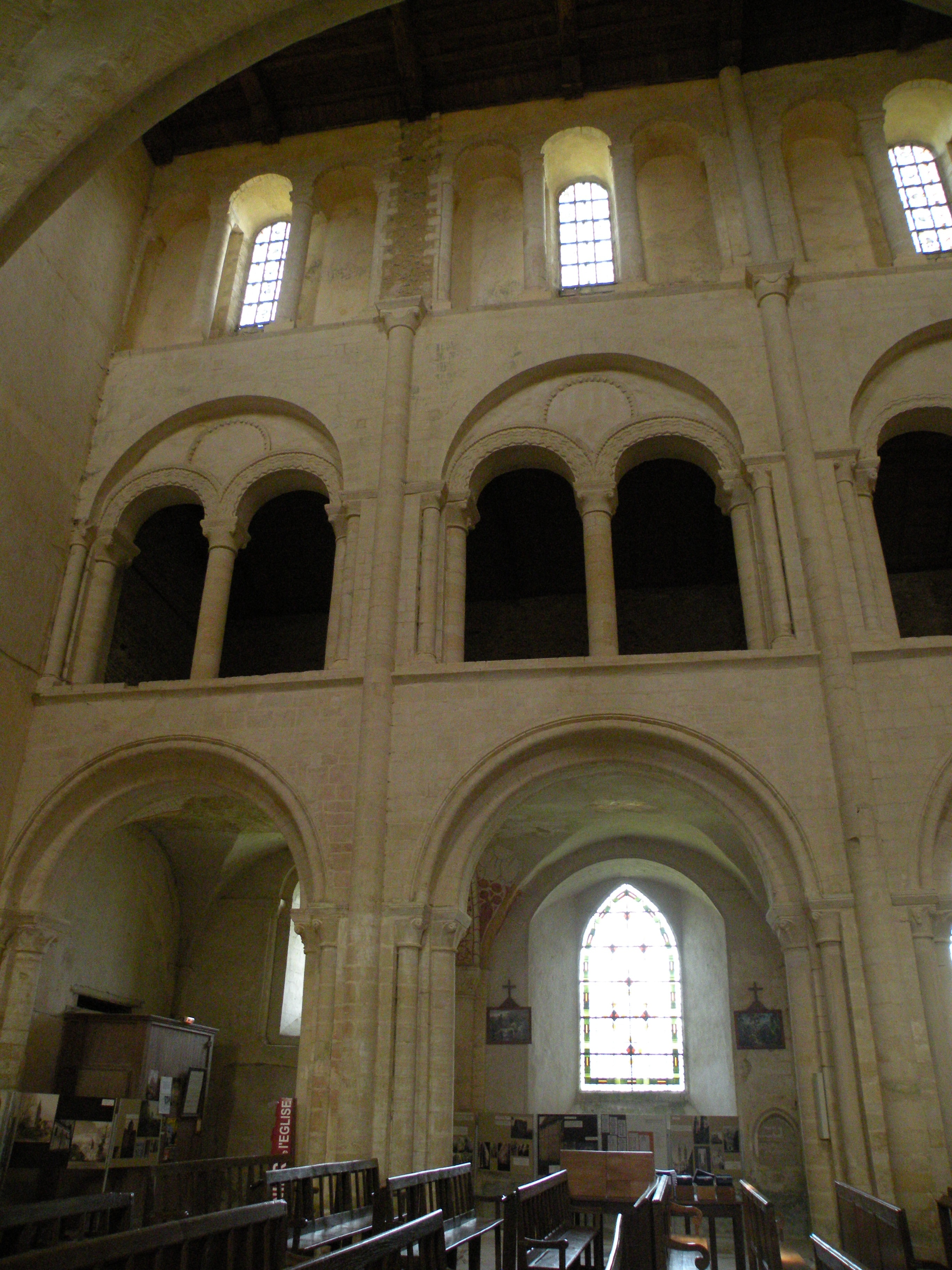
Alzado de la nave
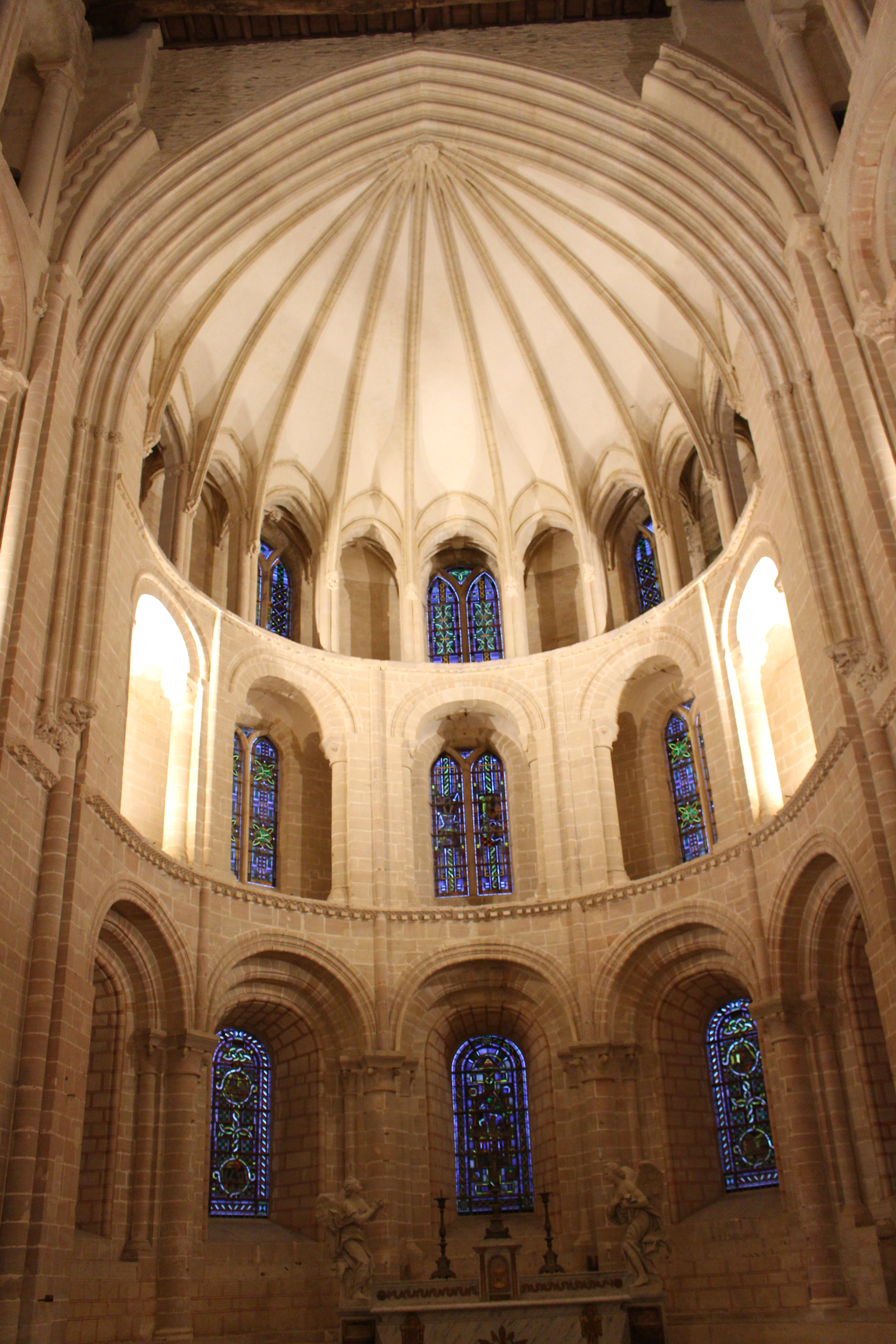
El ábside

#### El campanario

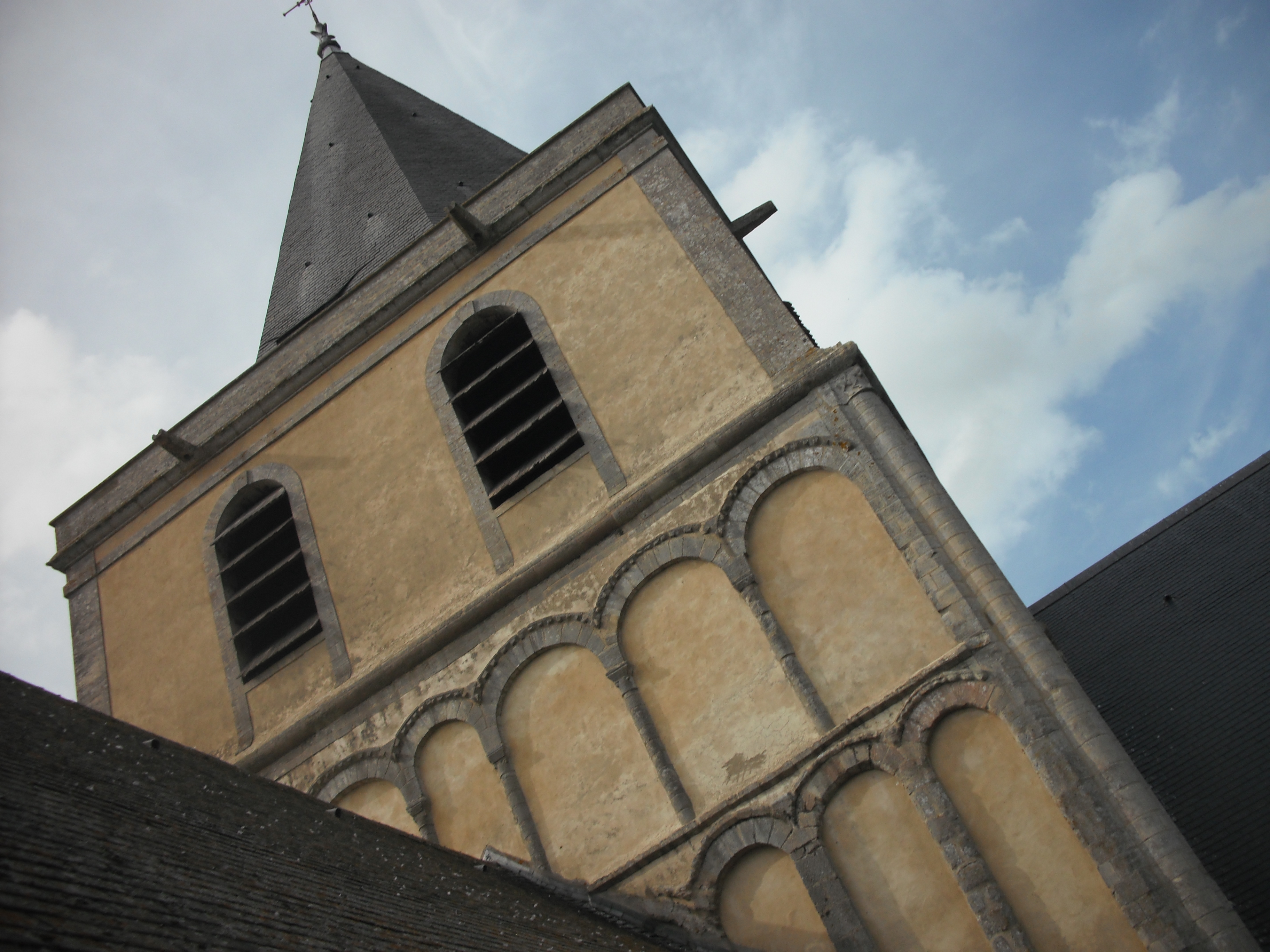
El campanario de la iglesia de la abacial de Cerisy

Hasta el siglo XVIII, tenía un cimborrio de 10 o 20 metros de alto. El tercer piso se rehízo en el siglo XVIII y la aguja en el siglo XIX. Los dos niveles inferiores son románicos. El segundo nivel incluye siete arcadas ciegas por lado, ambas adyacentes a la elegante arcada central que alguna vez estuvieron abiertas.

#### El claustro
En el pasado, un claustro de treinta y cinco metros por treinta, con doscientas columnas, estaba encerrado en el ancho de la abadía, entre los tres tramos restantes y el refectorio (desaparecido) y, en su longitud, entre el transepto sur y los edificios de los monjes (estos últimos también desaparecidos). Incluso hoy, se pueden ver algunos cimientos de ciertas columnas.

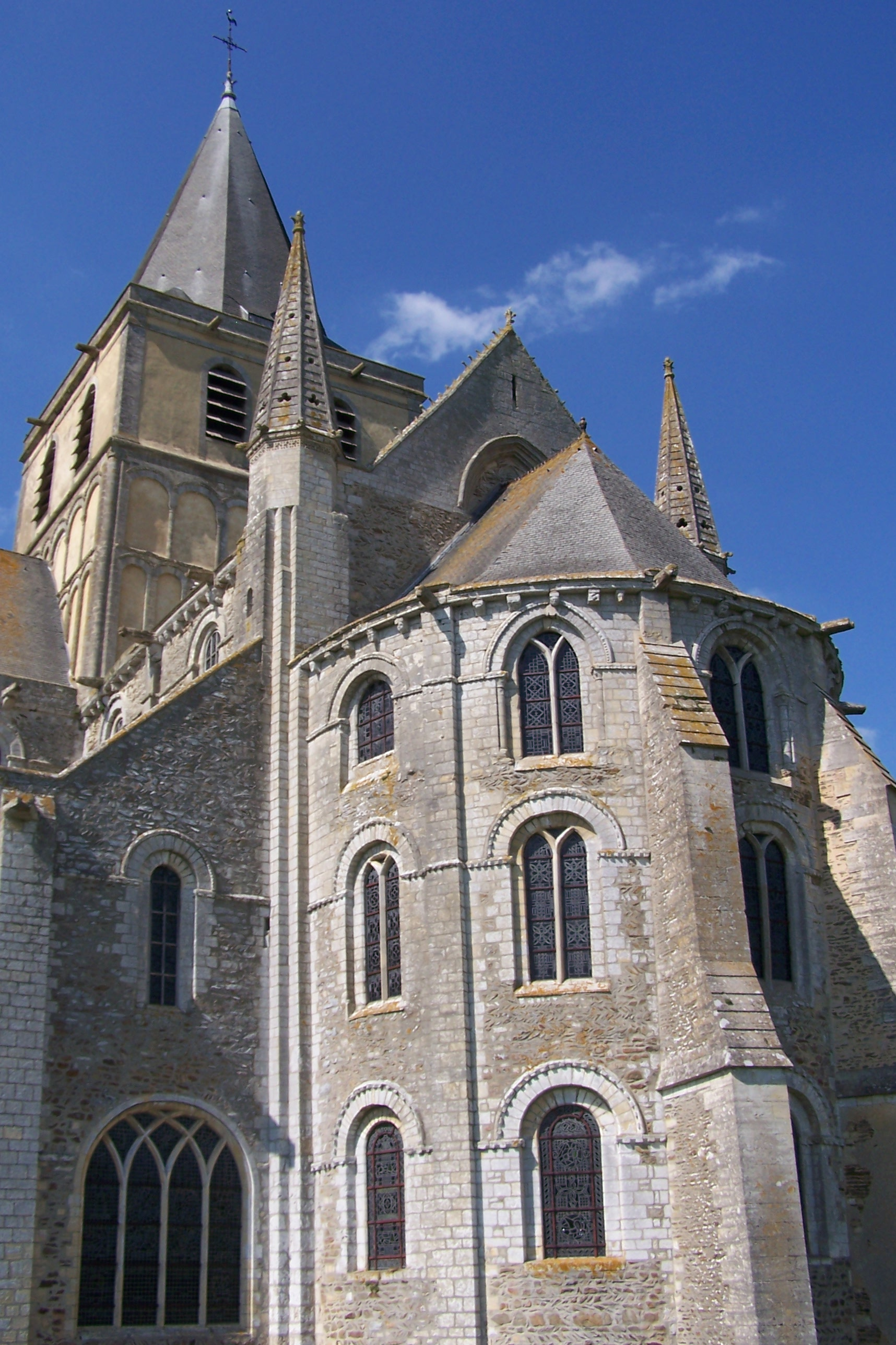
El ábside
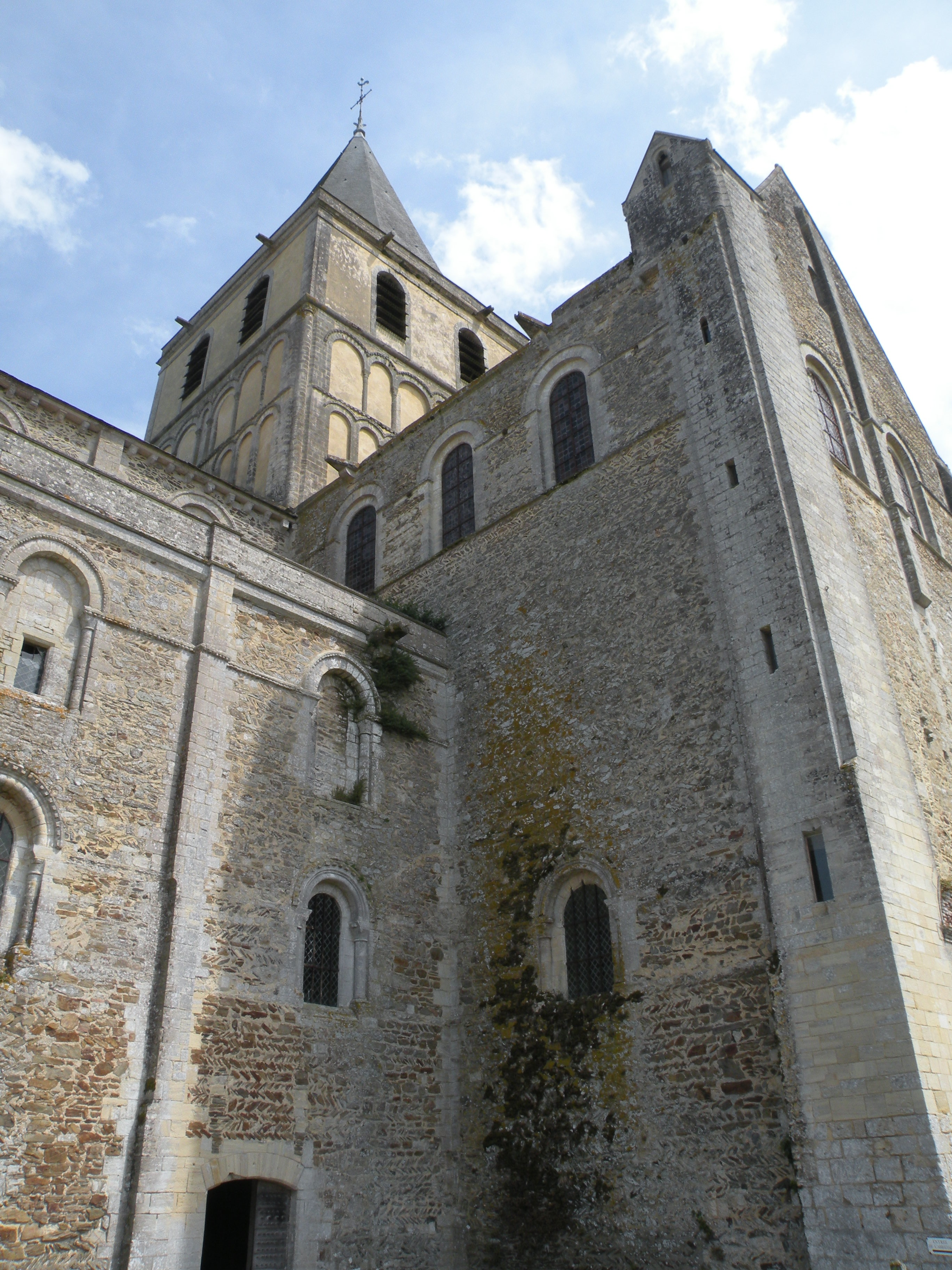
Exterior
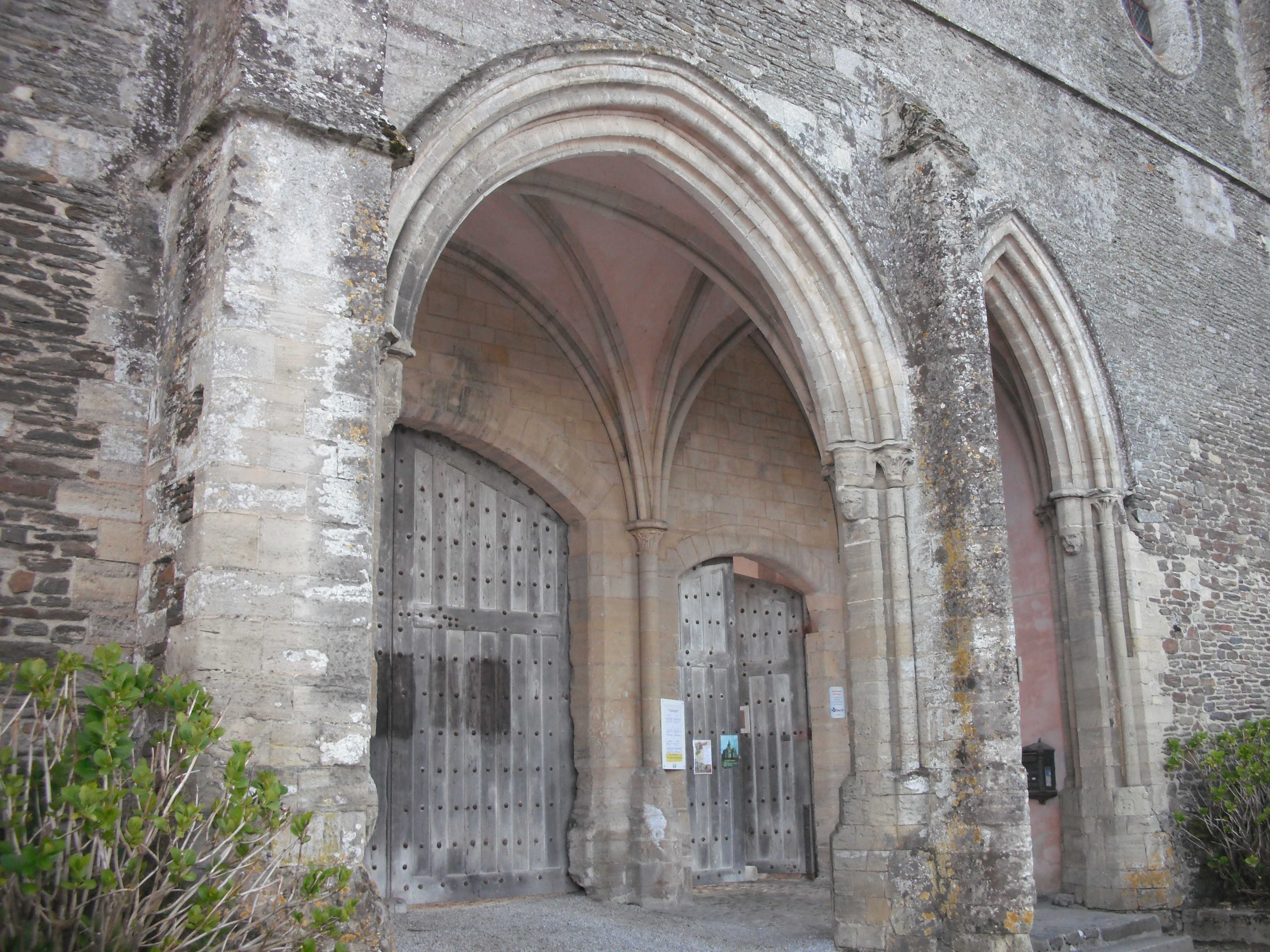
El porche de entrada de la abadía
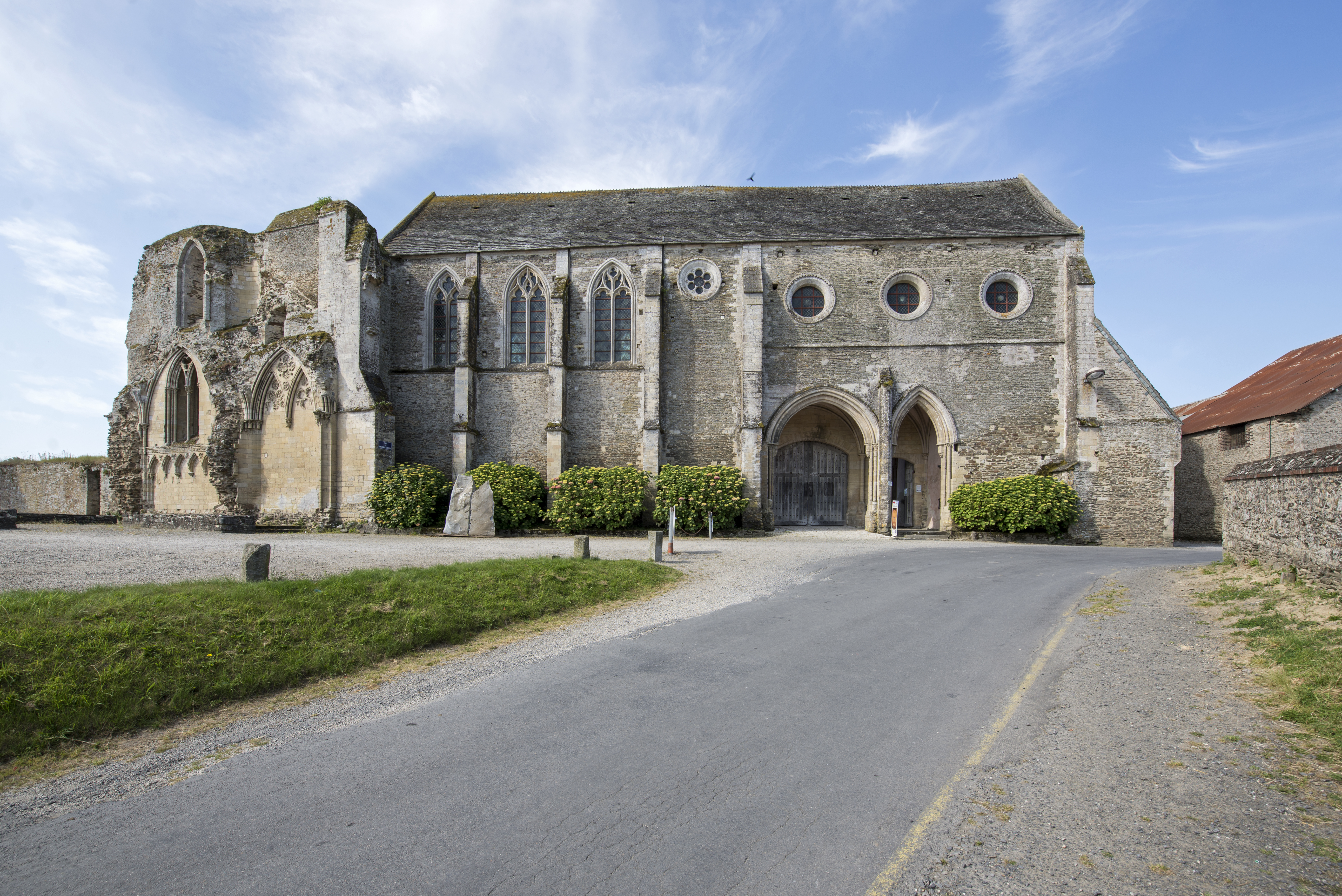
Edificios conventurales

### Edificios y dependencias

#### Los edificios conventuales
- La capilla Saint-Gerbold.
- La sala de justicia o de bailliage.

#### Subterráneos

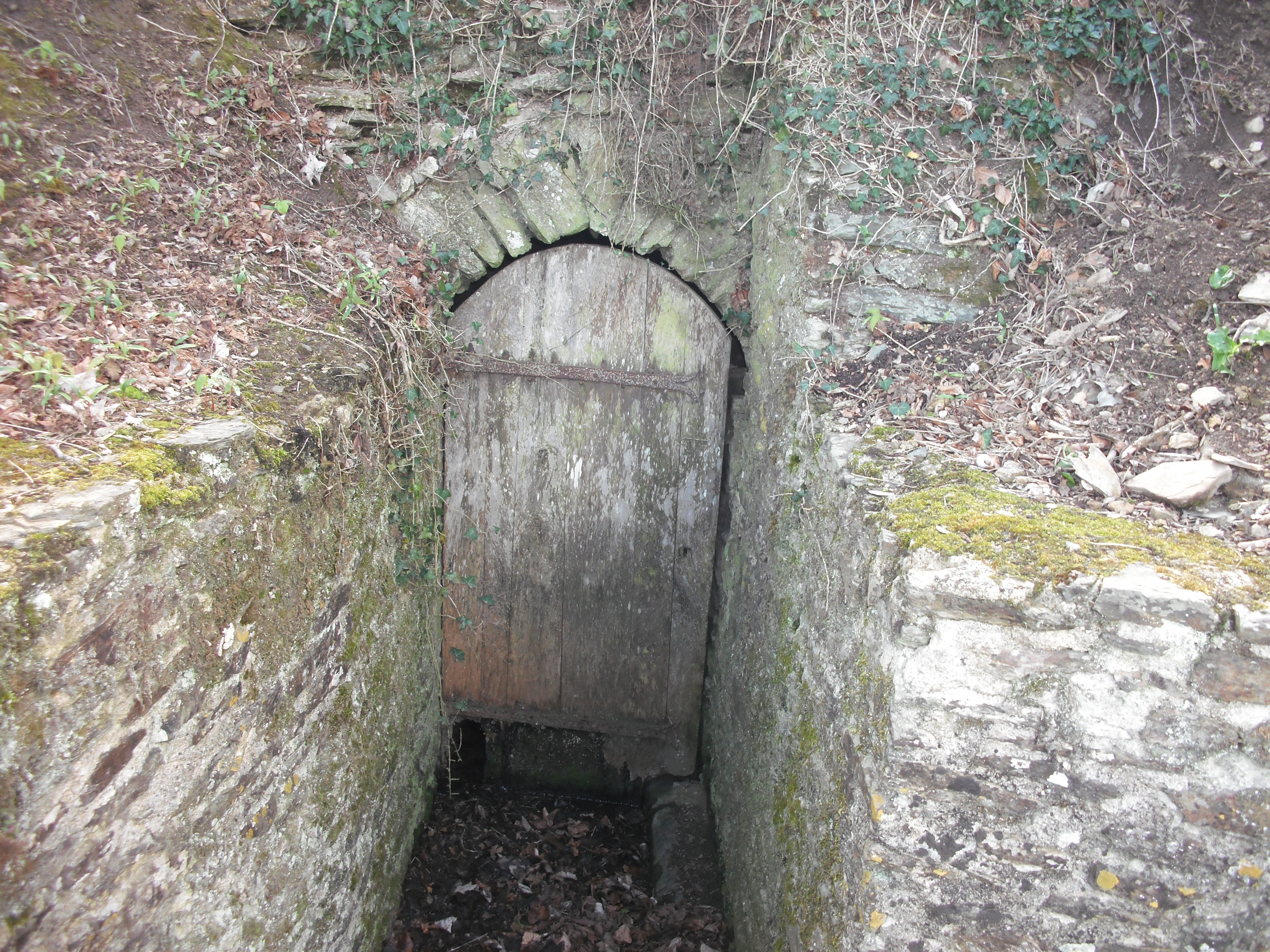
La entrada a los subterráneos de la abadía de Cerisy.

Al igual que los castillos, las abadías contaban con toda una red de subterráneos. Su función principal en Cerisy era la recolección de agua de lluvia y de aguas residuales, es decir, un sistema de alcantarillado. Como función secundaria, se usaban para esconderse, escapar, mantener frescos algunos alimentos o incluso para ocultar los ingresos que pudieran escapar a la percepción reguladora de los abades comandatarios.
Moulin de Marcy
En las cartas fundadoras de la abadía de Cerisy-la-Forêt, la mención de "molinos" para Littry permite suponer que tal establecimiento existe en Marcy desde principios del siglo XI. Los primeros textos, que realmente evocan este molino con certeza, se remontan al siglo XV. Hasta la Revolución Francesa, los monjes de la abadía de Cerisy poseían el dominio de Marcy y su molino. Con la supresión de las órdenes religiosas, el molino se convierte en una propiedad secular 15.
viñedos

#### Molino de Marcy
En las cartas de fundación de la abadía de Cerisy-la-Foret, la mención de «moulins» para Littry permite suponer que un tal establecimiento existía en Marcy desde el comienzo del siglo XI. Los primeros textos, que realmente evocan ese molino con certeza, se remontan al siglo XV. Hasta la Revolución francesa, los monjes de la abadía de Cerisy poseían el dominio de Marcy y de su molino. Con la supresión de las órdenes religiosas, el molino se convirtió en una propiedad laica.

#### Viñedos
En los siglos XI y XII se plantaron vides en muchas partes de Normandía, desde el Avranchin al Perche y de la Plaine de Caen hasta el valle del Sena. Este viñedo eclesiástico y, en menor grado, nobiliario se aventuró imprudentemente en el dominio de los veranos frescos y los otoños lluviosos. Anteriormente, los grandes monasterios se dirigían a posesiones vitícolas ubicadas en lugares más clementes, la abadía de Cerisy poseía viñedos en las colinas frontales del Pays d'Auge.

## Religiosos famosos salidos de la abadía
- Simon du Bosc 1388-1391, transferido a Jumièges.
- Georges d'Amboise.
- Germain Habert 1630-1654, miembro de la Académie française.
- Philippe de Vendôme -1727, gran prior de Francia.
- Paul d'Albert de Luynes 1727-1788.

## Animación y puesta en valor

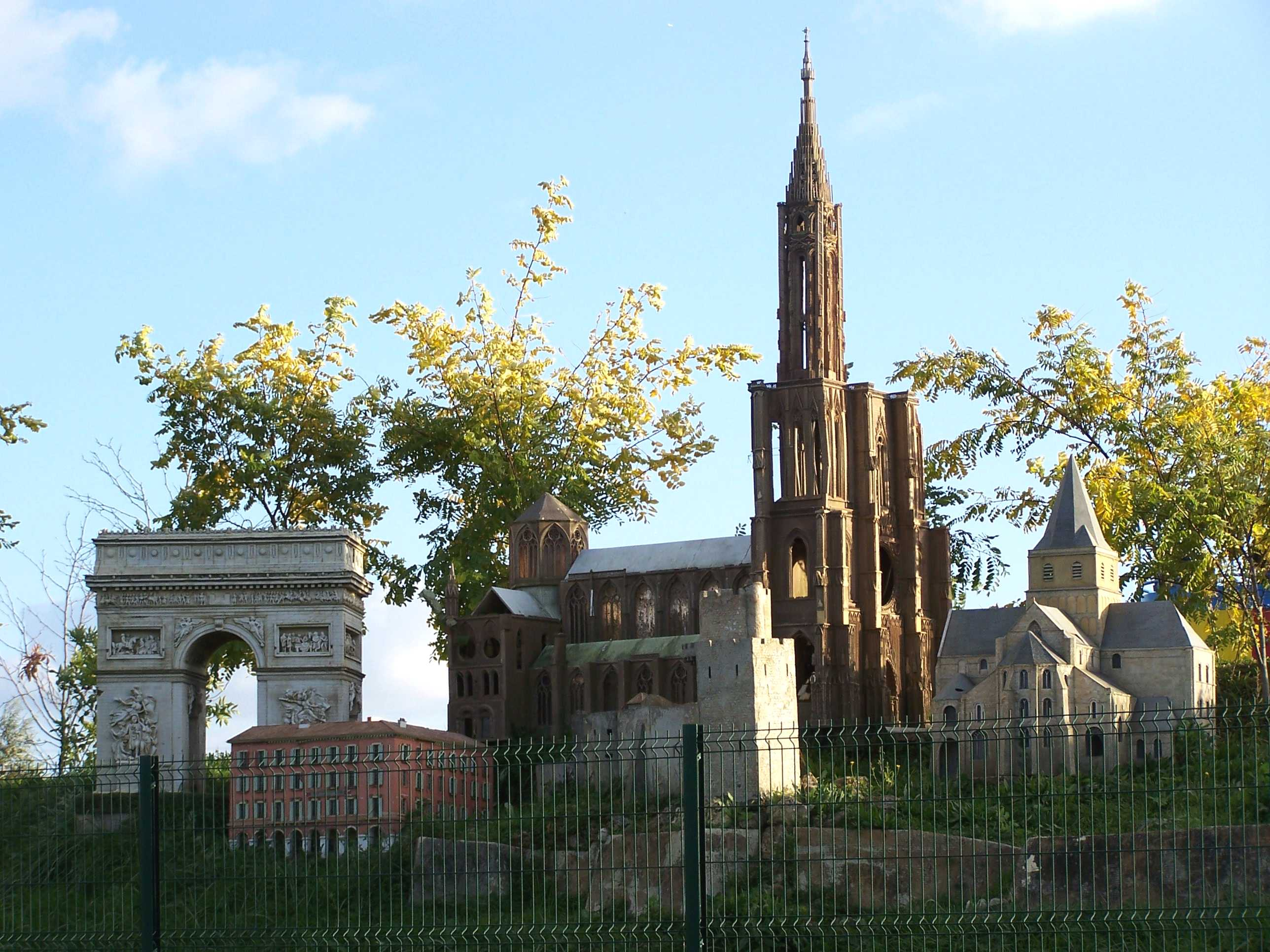
En el parque France miniature, en Élancourt, hay una representación en miniatura de la abadía (a la derecha)

### La asociación de amigos de la abadía
Créée en 1939, l'Association des amis de l'abbaye a la double mission de conserver et d'animer l'abbaye. Avec la chapelle de l'Abbé et l'étang aux Moines, le lieu est propice aux promenades. De plus, un parc de sculptures a été aménagé. Parallèlement, l'Association développe des programmes culturels ouverts à tous publics. Ainsi, concerts et expositions se succèdent pendant les mois d'été.
Creada en 1939, la Asociación de Amigos de la Abadía tiene la doble misión de preservar y animar la abadía. Con la capilla del abad y el estanque de los monjes, el lugar es propicio para los paseos. Además, se ha desarrollado un parque de esculturas. Al mismo tiempo, la Asociación desarrolla programas culturales abiertos a todos los públicos. Por lo tanto, conciertos y exposiciones se suceden durante los meses de verano.

### Nota
1. ↑  La granja de la abadía ha sido propiedad privada desde la revolución, constituye todos los edificios agrícolas de la abadía..